# یوری یاپا
یوری یاپا (روسی: Юрий Андреевич Яппа؛ ۲۱ سپتامبر ۱۹۲۷ – ۱۹ اوت ۱۹۹۸) یک فیزیک‌دان اهل اتحاد جماهیر شوروی سوسیالیستی بود.